# Pehr Kalm
Pehr Kalm (Själevad, 6 marzo 1716 – Turku, 16 novembre 1779) è stato un naturalista, botanico ed esploratore svedese.

## Biografia
Kalm studiò all'Accademia reale di Turku dal 1735 al 1740 e, successivamente, all'Università di Uppsala, dove fu uno dei discepoli di Carlo Linneo. Inoltre durante i suoi studi a Uppsala, Kalm divenne soprintendente di una piantagione sperimentale del barone Sten Karl Bielke.
Dal 1742 al 1746 Kalm iniziò a condurre ricerche sul campo in Svezia, Ucraina e Russia. Nel frattempo venne nominato docente in storia naturale all'Accademia reale di Turku. Poco dopo venne elevato al rango di professore. Nel 1747 l'Accademia reale svedese di scienze chiese a Kalm di fare un viaggio in Nordamerica per portare in patria la morus rubra. Kalm arrivò a Filadelfia nel 1748 dove conobbe anche Benjamin Franklin e John Bartam. Durante l'inverno 1748-1749, risiedette nella comunità svedese di Raccoon, (attuale Swedesboro in New Jersey) per partire nel giugno del 1749 verso la Nuova Francia.
Kalm tornò in Scandinavia nel 1751, riprendendo ad insegnare a Turku fino alla sua morte. Fu nominato per tre volte Rettore dell'Accademia, ovvero per gli anni scolastici 1756-1757, 1765-1766 e 1772-1773.

## Riconoscimenti
Gli è stato dedicato un asteroide, 2332 Kalm .

## Opere pubblicate
- En resa til Norra America